# Jerry Akaminko
Jerry Akaminko (Accra, 2 maggio 1988) è un ex calciatore ghanese, di ruolo difensore.

## Carriera

### Club
Ha giocato nella prima divisione ghanese ed in quella turca.

### Nazionale
Nel 2012 ha esordito nella nazionale ghanese.